# New York Herald Tribune
Le New York Herald Tribune est un quotidien new-yorkais publié entre 1924 et 1966.
Issu de la fusion du New-York Tribune et du New York Herald, le journal a reçu au moins neuf prix Pulitzer lors de son histoire.
Le journal a cessé d'exister en tant que tel mais ses activités ont été reprises pour la création de l'International New York Times.